# Cerkev sv. Trojice, Gergeti
Cerkev sv. Trojice v Gergetiju (gruzinsko: წმინდა სამება - Cminda Sameba) je priljubljeno ime za cerkev v bližini vasi Gergeti v Gruziji. Cerkev stoji na desnem bregu reke Čheri (levi pritok reke Terek), na nadmorski višini 2170 metrov, pod goro Kazbek.
Cerkev je bila zgrajena v 14. stoletju in je edina cerkev s kupolo nad križiščem v provinci Hevi. Ločen zvonik izvira iz istega obdobja kot cerkev. Njegova izolirana lega na vrhu strme gore, obkrožene s prostranstvom narave, je postala simbol za Gruzijo. Gruzijski avtor iz 18. stoletja Vahušti Batonišvili je zapisal, da so bile v času nevarnosti dragocene relikvije iz Mchete, vključno s križem svete Nine, pripeljane v varstvo. V sovjetski dobi so bile vse verske službe prepovedane, cerkev pa je ostala priljubljena turistična točka. Zdaj je aktivna ustanoviteljica gruzijske pravoslavne in apostolske cerkve.
Cerkev je priljubljena popotna točka za pohodnike na tem območju, do nje pa se lahko pride po strmem 1,5 do 2 urnem vzpenjanja na goro.
Do decembra 2018 je bila do cerkve speljana tlakovana / asfaltna dostopna cesta tudi za običajne avtomobile.

## Arhitektura in zgodovina
Kompleks je sestavljen iz kupolaste cerkve in zvonika iz 14. stoletja ter zgradbe Sveta (gruzinsko საბჭეო), ki so ji v 15. stoletju dodali južno steno glavne cerkve. Cerkev ima pravokoten tloris. Njena kupola počiva na dveh prosto stoječih stebrih na zahodu in stenah vzhodne apside. Cerkev je zgrajena iz dobro rezanega kamna. Vsak kamen ima kvadratne stranice. Pročelje in kupola cerkve sta okrašena z gruzijskimi okraski. Okraski so tudi na stenah zvonika. Cerkev sv. trojice je bila glavna cerkev v zgodovinski provinci Čewi. Tik pod cerkvijo je vodnjak, ki ga uporabljajo obiskovalci.
Gruzijski pisatelj in znanstvenik Teimuras Bagrationi (Batonišvili) v svojem delu Zgodovina Iberije (Iberia, gruzinsko ივერიის ისტორია) piše, da je pred gradnjo cerkve Sameba na tej gori (gora Sameba) stal križ. Gradnje cerkve in njenih gospodarskih objektov ni mogoče zanesljivo datirati; ni srednjeveških virov, ki bi to omogočili, vendar znanstveniki sklepajo o arhitekturi stavb iz 14. in 15. stoletja.
Ime "Gergeti" (gruzinsko გერგეტი) izvira iz izginule gruzijske vasice Gergeti na desnem bregu reke Terek nasproti središča regije, mesta Stepancminda. Cerkev Sameba je bila zgrajena v Gergetiju in še danes nosi ime te nekdanje vasi.
Za vzdrževanje cerkve so skrbeli prebivalci vasi Gergeti. Imenovali so jih hlapci Trojice (gruzinsko სამების საყდრისშვილები). Zaklad iz gruzijske pravoslavne cerkve apostolov, križ svete Nine, je bil v cerkvi sv. Trojice shranjen. Tu je bila napisana gruzijska kronika Mosačsenebeli Sultai (gruzinsko მოსახსენებელი სულთაი), ki vsebuje pomembne podatke o zgodovini Gruzije.
Od političnih sprememb v začetku 1990-iht lokalno prebivalstvo cerkev sv. Trojice ponovno uporablja za verske obrede. Je tudi turistična znamenitost.